# Xylolejeunea aquarius
Xylolejeunea aquarius är en bladmossart som först beskrevs av Richard Spruce, och fick sitt nu gällande namn av Xiao L.He et Grolle. Xylolejeunea aquarius ingår i släktet Xylolejeunea och familjen Lejeuneaceae. Inga underarter finns listade i Catalogue of Life.